# Ванакюла
Ва́накюла (эст. Vanaküla) — деревня в волости Куусалу уезда Харьюмаа, Эстония.

## География и описание
Расположена на севере Эстонии, на территории национального парка Лахемаа. Расстояние до Таллина — 50 километров, до волостного центра — посёлка Куусалу — 20 километров. Высота над уровнем моря — 69 метров.
Климат умеренный. Официальный язык — эстонский. Почтовый индекс — 74711.

## Население
По данным переписи населения 2021 года, в Ванакюла насчитывалось 52 жителя, все — эстонцы.
По данным переписи населения 2011 года в Ванакюла проживали 43 человека, также все — эстонцы.
Численность населения деревни Ванакюла по данным переписей населения:
| Год  | 1959 | 1970 | 1979 | 1989 | 2000 | 2011 | 2021 |
| ---- | ---- | ---- | ---- | ---- | ---- | ---- | ---- |
| Чел. | 121  | ↘ 88 | ↘ 79 | ↘ 61 | ↘ 48 | ↘ 43 | ↗ 52 |

## История
Впервые в письменных источниках деревня упомянута в 1683 году (Wannakül), в 1699 году упоминается WanaKÿla. В 1900 году упоминается русское название Ванакюля.
В конце XVII века в деревне проживали 3 семьи, в 1726 году — 7 семей, в 1732 году — 4, в 1739 году — 7, в 1811 году — 11, в 1858 году — 39 (включая также Kõnnu valla kaguosa hajatalud), в конце XIX века в деревне насчитывалось 43 домохозяйства.
Ванакюла сформировалась как кучевая деревня, местами — как рядная деревня. В архитектуре преобладает дух 20-го столетия, характерный для типовых зданий Лахемаа: жилые дома небольшие, удобные, обшиты досками и имеют веранду, рядом расположены традиционные бревенчатые хозяйственные постройки (амбары, сараи, бани).
Согласно историческому административному делению Ванакюла относилась к приходу Куусалу.
В 1977—1997 годах частью деревни Ванакюла была деревня Паркси.

## Инфраструктура
Через деревню проходит шоссе Котка—Валгейыэ (регистрационный номер 11281). В деревне действует недоходная организация — «Сельское общество Ванакюла».

## Происхождение топонима
По мнению Густава Вильбасте, название деревни (в переводе с эстонского Ванакюла — «Старая деревня») основано на том факте, что она возникла на землях погибшей в ходе войн XVI века более старой деревни — Валгейые (Valgejõe с  эст. «Белая деревня»).

## Комментарии
1. ↑  Эстонские топонимы, оканчивающиеся на -а, не склоняются и не имеют женского рода (исключение — Нарва)[8].